# Cene Prevc
Cene Prevc (Kranj, 12 de marzo de 1996) es un deportista esloveno que compite en salto en esquí. Sus hermanos Peter, Domen y Nika compiten en el mismo deporte.
Participó en los Juegos Olímpicos de Pekín 2022, obteniendo una medalla de plata en la prueba de trampolín grande por equipo (junto con Lovro Kos, Timi Zajc y Peter Prevc).

## Palmarés internacional
| Juegos Olímpicos | Juegos Olímpicos | Juegos Olímpicos | Juegos Olímpicos |
| Año              | Lugar            | Medalla          | Prueba           |
| ---------------- | ---------------- | ---------------- | ---------------- |
| 2022             | Pekín (China)    | Medalla de plata | TG por equipo    |